# Gino Sovran
Gino Sovran, né le 17 décembre 1924 à Windsor, en Ontario, au Canada et mort le 26 juin 2016 à Royal Oak aux États-Unis, est un ancien joueur canadien de basket-ball. Il évolue durant sa carrière aux postes d'arrière et d'ailier.